# Pappenberg

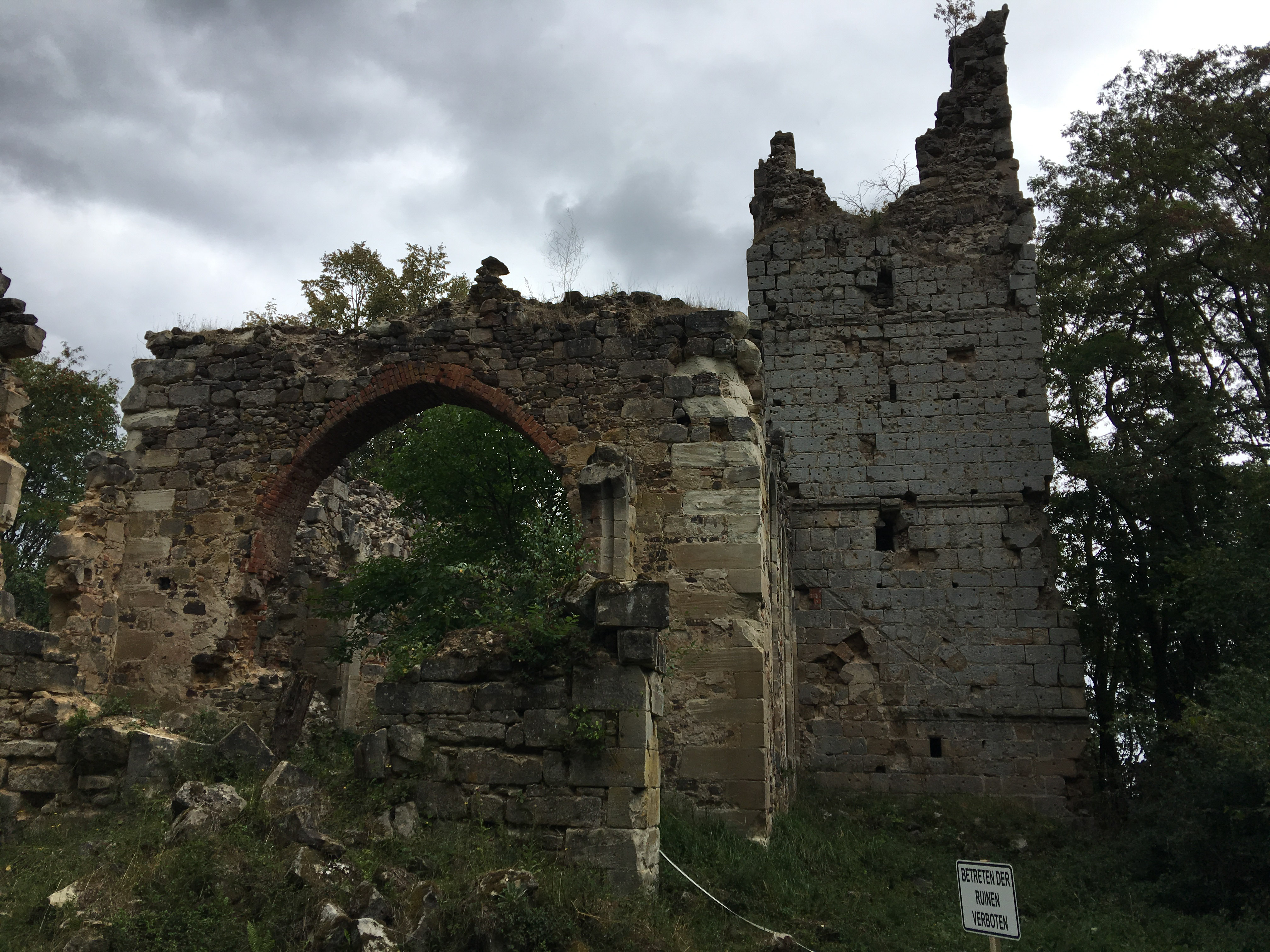
Pappenberg – Ruine der ehemaligen Pfarrkirche

Pappenberg ist eine ehemalige Gemeinde und ein erloschenes Pfarrdorf (Wüstung) auf dem jetzigen Gelände des Truppenübungsplatzes Grafenwöhr im Landkreis Neustadt an der Waldnaab in Bayern. Die ehemalige katholische Pfarrei Pappenberg umfasste noch weitere Gebiete wie die benachbarten Gemeinden Leuzenhof und Höhenberg.

## Geschichte
Im Jahr 1433 wurden in Matrikeln bereits drei Pfarrer erwähnt. Die katholische Pfarrkirche Mariä Himmelfahrt mit Ursprüngen aus dem 14. Jahrhundert  war ehemals ein vielbesuchter Marienwallfahrtsort. Eine ausführliche Beschreibung findet sich in „Die Kunstdenkmäler von Bayern – Bezirksamt Eschenbach“ (Nachdruck der Ausgabe von 1909 im R. Oldenbourg-Verlag München/Wien).
Das Marien-Gnadenbild soll während des Dreißigjährigen Krieges nach Prag ins Strahov-Kloster verbracht worden sein. Nachforschungen ergaben, dass es dort nicht mehr auffindbar ist. Eine Kopie befindet sich in Wolfskofen, wo sich auch die weitere Inneneinrichtung der Kirche von Pappenberg befindet. Bei der Absiedlung der Gemeinde um 1938 gründeten 25 Familien ein neues Dorf mit Pfarrkirche bei Wolfskofen und die Pfarrei Pappenberg zog im kirchenrechtlichen Sinn nach Wolfskofen um.
Bekannt in der ganzen Gegend war die „Kuckucks-Kirwa“ (in den Wäldern soll es viele Kuckucke gegeben haben). Necken konnte man Pappenberger damit, dass man in ihrer Gegenwart den Kuckucksruf nachahmte, denn damit sollte angedeutet werden, dass die Bewohner des Dorfes angeblich in Ermangelung von Hühnern Kuckucke brieten.
Die Absiedlung und Auflösung der Gemeinde erfolgte 1938/39 im Rahmen der Erweiterung des seit 1907 bestehenden Übungsplatzes. Die 628 Bewohner der gesamten Pfarrei wurden umgesiedelt (nachträglich durch Bekanntmachung des Bayer. Staatsministerium des Innern vom 22. August 1951 verfügt). Die ehemalige Gemeinde gehört zum Kerngebiet des Truppenübungsplatzes Grafenwöhr. Das seit 1939 gemeindefreie Gebiet wurde am 1. Juli 1978 in die Stadt Grafenwöhr eingegliedert. Heute dient die Turmruine als Richtungsziel für Schießübungen der NATO-Truppen.

## Bevölkerung
Nach der Volkszählung von 1871 wurden für die Gemeinde Pappenberg 392 Einwohner nachgewiesen, davon 213 Einwohner im gleichnamigen Pfarrdorf. Die übrigen Einwohner verteilten sich auf die einige Kilometer östlich des Dorfes gelegenen Weiler Annahütte (99), Grünhund (32) und Wolfslegel (38) sowie auf die Einöde Schmierhütte oder Grünhunder Schmierhütte (10).
Zur Volkszählung am 16. Juni 1925 wurden 268 Einwohner auf einer Fläche von 916,11 Hektar (Gebietsstand 1. Januar 1928) nachgewiesen, die sich auf den Hauptort Pappenberg (219) und die Weiler Grünhund (17), Wolfslegel (9) und Ziegelhütte (3) verteilten.

## Bevölkerungsentwicklung
Die Bevölkerungsentwicklung der früheren Gemeinde Pappenberg ist in der nachstehenden Aufstellung wiedergegeben:
| 1840 | 1852 | 1855 | 1861 | 1867 | 1871 | 1875 | 1880 | 1885 | 1890 | 1895 | 1900 | 1905 | 1910 | 1919 | 1925 | 1933 | 1939 |
| ---- | ---- | ---- | ---- | ---- | ---- | ---- | ---- | ---- | ---- | ---- | ---- | ---- | ---- | ---- | ---- | ---- | ---- |
| 344  | 354  | 355  | 348  | 384  | 392  | 432  | 462  | 472  | 443  | 442  | 481  | 471  | 234  | 231  | 268  | 238  | –    |

## Persönlichkeiten
- Caspar Schoppe (* 1576 in Pappenberg; † 1649 in Padua), Philologe, Philosoph und Publizist der Gegenreformation